# Mount Deryugin
Mount Deryugin är ett berg i Antarktis. Det ligger i Östantarktis. Norge gör anspråk på området. Toppen på Mount Deryugin är 2 635 meter över havet.
Terrängen runt Mount Deryugin är huvudsakligen kuperad. Trakten är obefolkad. Det finns inga samhällen i närheten. 